# 变异黄花铁线莲
变异黄花铁线莲（学名：Clematis intricata var. purpurea）为毛茛科铁线莲属下的一个变种。

## 扩展阅读
- 維基物種上的相關：变异黄花铁线莲